# Дягу-де-Сус
Дягу-де-Сус (рум. Deagu de Sus) — село у повіті Арджеш в Румунії. Входить до складу комуни Реча.
Село розташоване на відстані 87 км на захід від Бухареста, 34 км на південь від Пітешть, 98 км на схід від Крайови, 130 км на південь від Брашова.

## Населення
За даними перепису населення 2002 року у селі проживали 554 особи.
Національний склад населення села:
| Національність | Кількість осіб | Відсоток |
| -------------- | -------------- | -------- |
| румуни         | 533            | 96,2%    |
| цигани         | 21             | 3,8%     |

Рідною мовою назвали:
| Мова      | Кількість осіб | Відсоток |
| --------- | -------------- | -------- |
| румунська | 547            | 98,7%    |
| циганська | 7              | 1,3%     |